# Lassay-les-Châteaux

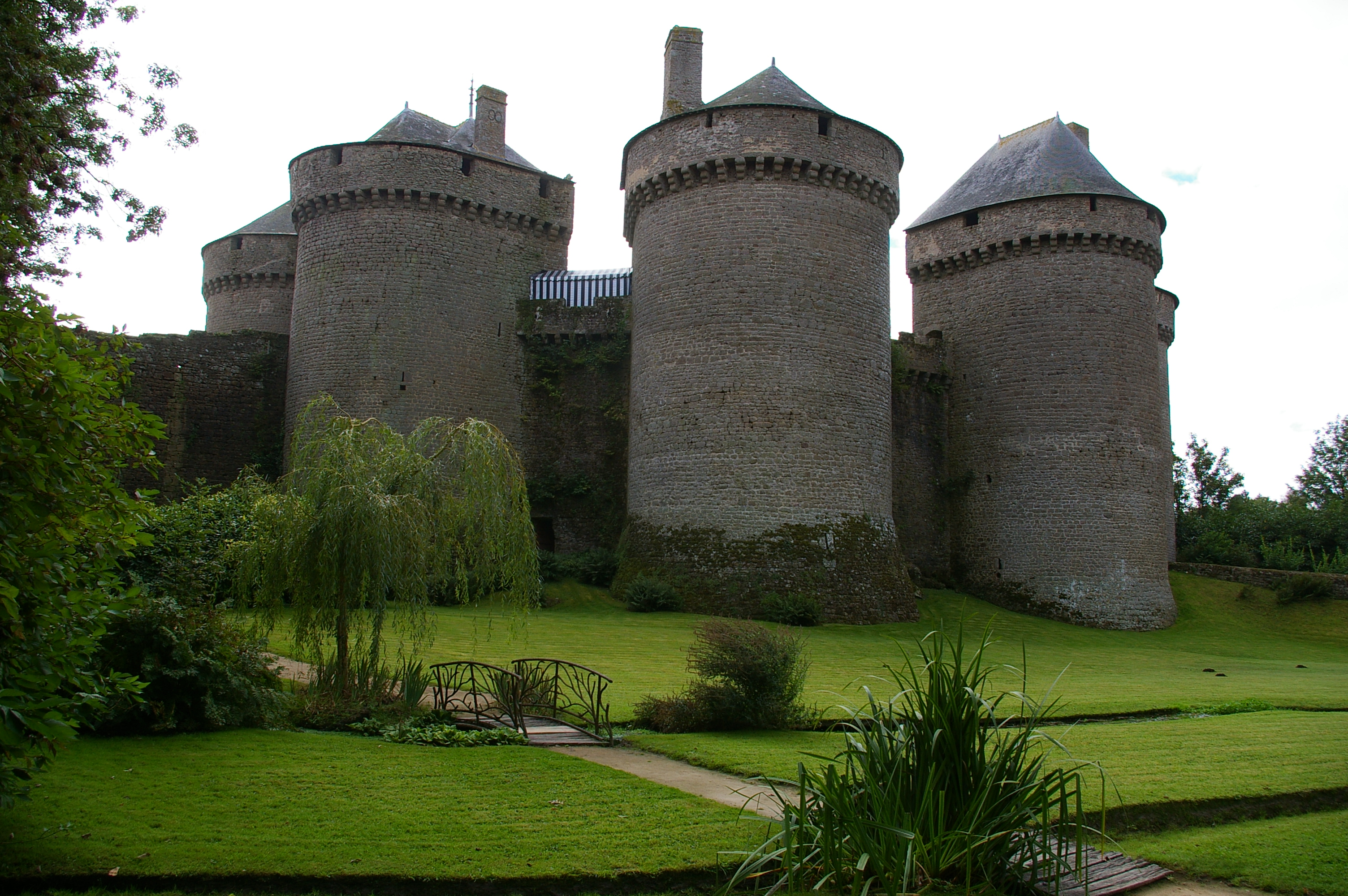
Lassay-les-Châteaux

Lassay-les-Châteaux là một xã thuộc tỉnh Mayenne trong vùng Pays de la Loire tây bắc nước Pháp. Xã này nằm ở khu vực có độ cao trung bình 205 mét trên mực nước biển. Dân số năm 2006 là 2425 người.